# Abbas Pourasgari
 Abbas Pourasgari (Torkman, 21 de dezembro de 1988) é um voleibolista de praia iraniano. vice-campeão do Continental Cup (Ásia Central) de 2015.

## Carreira
Em 2015 competiu ao lado de Saber Hoshmand no Grand Slam de Yokohama pelo Circuito Mundial pontuando ao finalizarem na quadragésima primeira colocação, e juntamente com este jogador disputou o Aberto de Nakhon Si Thammarat pelo Circuito Asiático de Vôlei de Praia de 2015, e ao final terminaram na vigésima quinta posição, também neste referido circuito disputaram o Aberto de Songkha finalizaram na quarta posição, além do quinto lugar no Aberto de Jogjacarta; ainda conquistaram o vice-campeonato na Continental Cup (Ásia Central) disputada em Calecute.
Com Saber Hoshmand terminou na décima sétima posição no Aberto de Kish pelo Circuito Mundial de 2016, disputaram o Campeonato Asiático de Vôlei de Praia de 2016 em Sydney finalizando na décima sétima colocação.
Em 2017 competiu ao lado de Arash Vakili pelo Circuito Mundial no Aberto de Kish, quando encerraram na décima sétima colocação,  pelo Circuito Asiático de Vôlei de Praia deste ano terminaram na nona posição no Aberto de Satun, mesmo posto obtido pela dupla n edição do Campeonato Asiático de Vôlei de Praia de 2017 em Songkhla e também no Catar.
Formando dupla com Arash Vakili disputou o Circuito Mundial de 2018 alcançando a vigésima quinta posição no Aberto de Kish, etapa válida pelo torneio categoria tres estrelas e o quinto lugar no Aberto de Omã, categoria uma estrela. No início da temporada do Circuito Mundial de 2019, iniciado em 2018, passou a competir ao lado de Aghmohammad Salagh na conquista da medalha de bronze no Aberto de Bandar Torkaman, categoria uma estrela, mesmo feito obtido com Alireza Aghajanighasab no Aberto de Babolsar, categoria uma estrela.

## Títulos e resultados
- Future de Wenzhou do Circuito Mundial de Vôlei de Praia de 2023
- Torneio 1* de Babolsar do Circuito Mundial de Vôlei de Praia:2019[15]
- Torneio 1* de Bandar Torkaman do Circuito Mundial de Vôlei de Praia:2019[14]
- Continental Cup (Ásia Central):2015[5]
- Aberto de Songkha de Circuito Asiático:2015[3]